# ヘンリー・ハーバート (第4代チャーベリーのハーバート男爵)

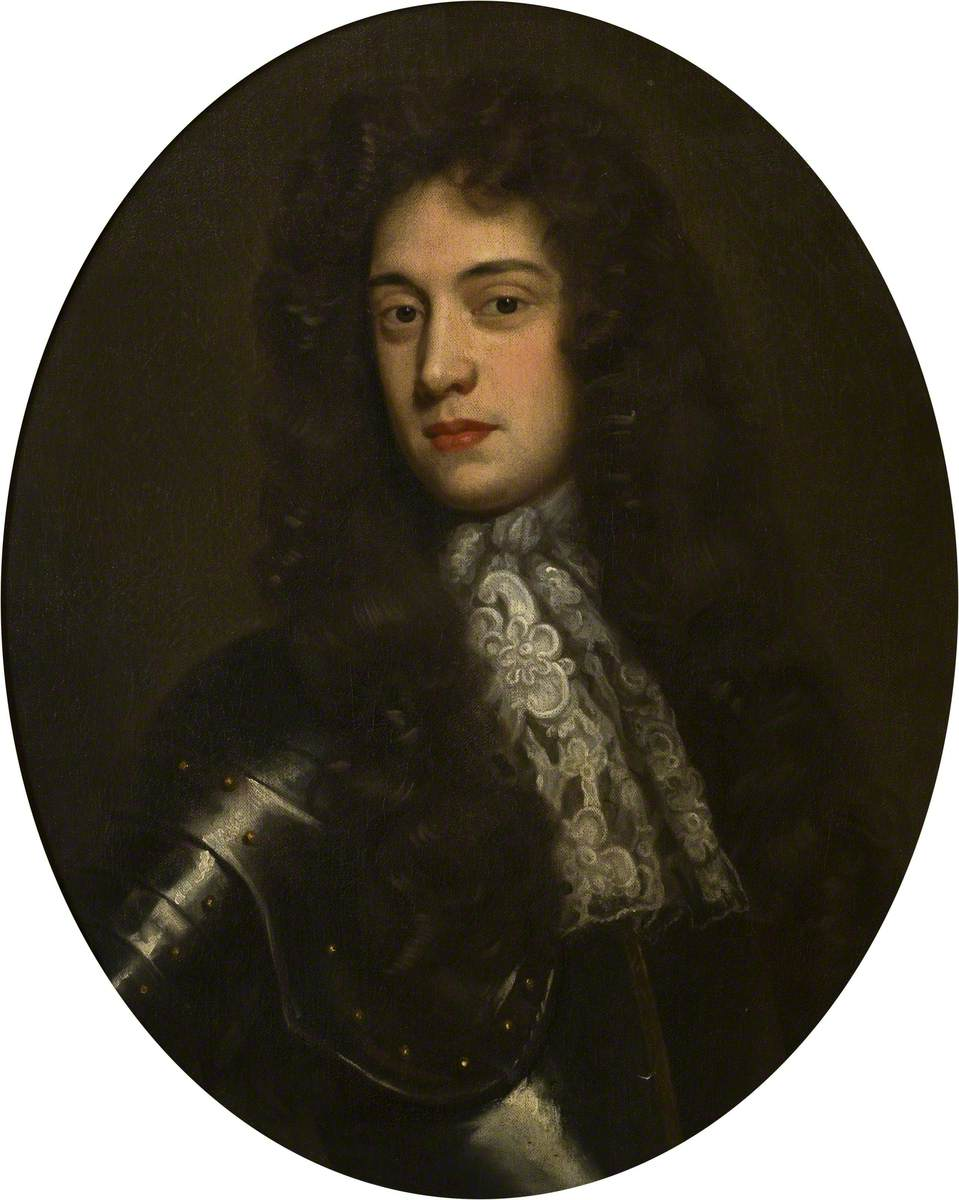
ゴドフリー・ネラーによる肖像画。

第4代チャーベリーのハーバート男爵および第4代キャッスル・アイランドのハーバート男爵ヘンリー・ハーバート（Henry Herbert, 4th Baron Herbert of Chirbury, 4th Baron Herbert of Castle Island、1640年ごろ – 1691年4月21日）は、イングランド王国の貴族。王党派のブース蜂起（1659年）に参加し、1680年代には王位排除法案に賛成、名誉革命を支持した。

## 生涯
第2代チャーベリーのハーバート男爵リチャード・ハーバートと妻メアリー（1659年没、初代ブリッジウォーター伯爵ジョン・エジャートンの娘）の次男として、1640年ごろに生まれた。1659年、兄とともにチャールズ2世の復位を目指すブース蜂起に加担した。

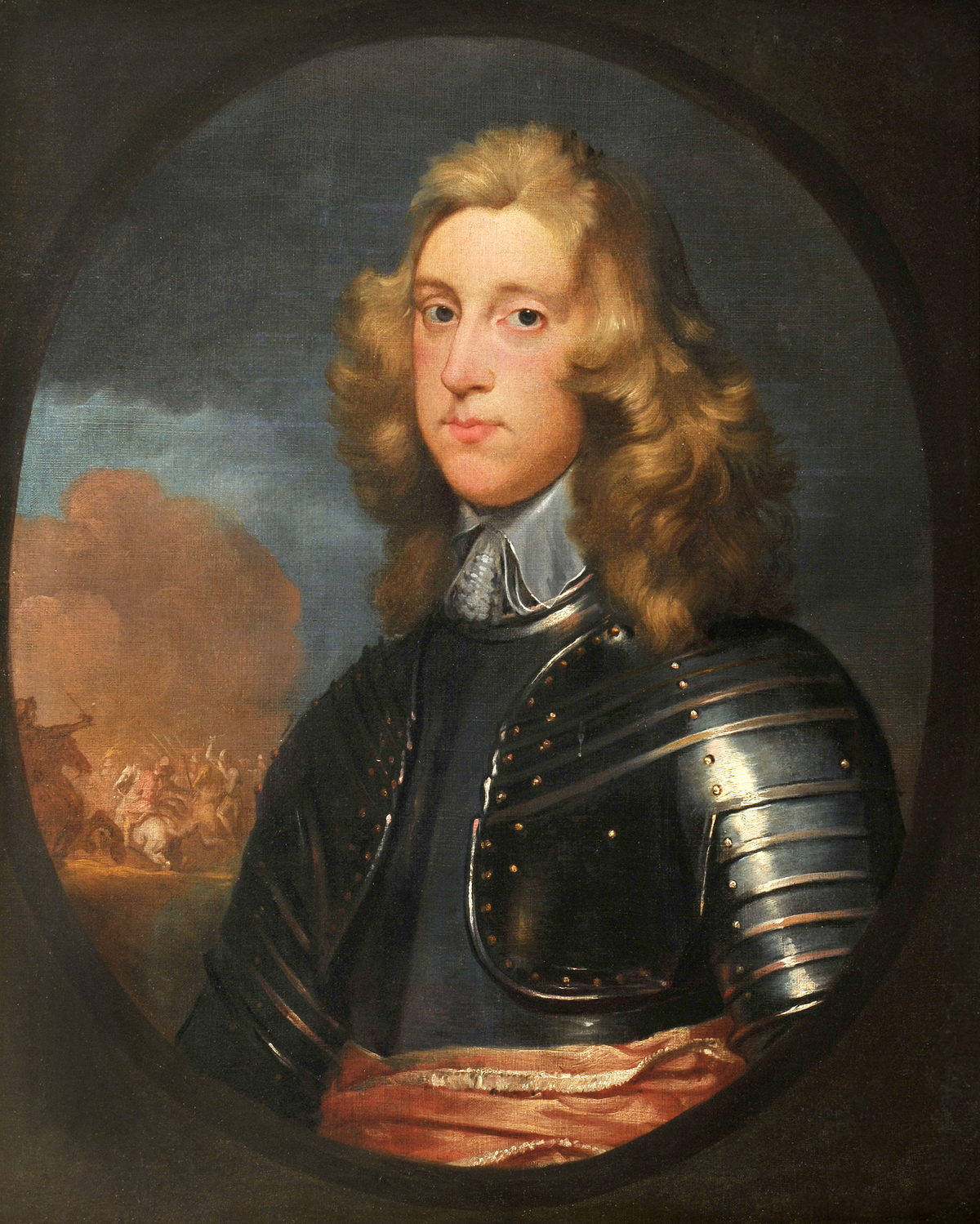
ジェラルド・スーストによる肖像画、1660年代。

1672年よりフランス陸軍に従軍していたが、1678年12月9日に兄エドワードが死去すると、チャーベリーのハーバート男爵位を継承して、フランス陸軍から引退した。1679年12月18日、モンゴメリーシャー首席治安判事に任命され、1685年までに退任した。初代モンマス公爵ジェイムズ・スコットと親しかったこともあり、カトリック陰謀事件の時期には政府に反対するようになった、1680年1月5日には王位排除法案を可決すべく、チャールズ2世に議会招集を求める請願に署名したため、ホイッグ党に属すとされる。1681年11月にもモンマス公爵、第3代ワークのグレイ男爵フォード・グレイと連名で「ヨーク公の王位排除は目指すが、国王チャールズ2世への忠誠は変わらず、王政転覆の意図はない」という趣旨の声明を出し、1682年9月にモンマス公爵が人気取りのためミッドランズを巡幸したときにも同伴した。
1683年のライハウス陰謀事件では第3代エスクリックのハワード男爵ウィリアム・ハワードとジェームズ・ホロウェイがハーバートの関与をほのめかしたが、いずれも大して重要な証言ではなく、ハーバートは起訴されなかった。もっとも、この時期のハーバートは人目を避け、アルジャーノン・シドニーの裁判に出席してシドニーを応援した程度だった。
1688年の名誉革命ではオラニエ公ウィレム（のちのイングランド王ウィリアム3世）を支持し、同年3月から4月までロイヤル・ウェルシュ・フュジリアーズ隊長を務めた。同年5月にジェームズ2世が招集したアイルランド議会には出席しなかった。1689年8月29日に再びモンゴメリーシャー首席治安判事に任命され、1691年に死去するまで務めた。
1691年4月21日に死去、28日にセント・ジャイルズ・イン・ザ・フィールズで埋葬された。息子がおらず、爵位はすべて廃絶した。遺産は姉妹フローレンスの息子フランシスが相続し、フランシスの息子ヘンリー・アーサーは1748年にチャーベリーのハーバート男爵とポウィス伯爵に叙された。

## 家族
1681年12月14日、キャサリン・ニューポート（Katherine Newport、1653年ごろ – 1716年4月24日、初代ブラッドフォード伯爵フランシス・ニューポートの娘）と結婚したが、2人の間に子供はいなかった。